# Felix Meyer (Fußballspieler)
 Felix Christian Meyer (* 19. Juli 2002 in Leipzig) ist ein deutscher Fußballspieler.

## Karriere
Im Sommer 2021 wechselte Meyer aus der U19 von RB Leipzig zum BFC Dynamo. In 3 Spielzeiten lief er für den Verein in der Regionalliga Nordost auf. In der Saison 2021/22 wurde er mit dem BFC Meister in der RL Nordost. Mit dem BFC scheiterte er daraufhin in den Aufstiegsspielen gegen den VfB Oldenburg und verpasste somit den Aufstieg in die 3. Liga. Nach 74 Einsätzen in der Liga und 6 Spielen im Berliner Landespokal, verließ er den BFC im Juli 2024. 
Meyer wechselte anschließend in die 3. Liga zum Aufsteiger Alemannia Aachen. Sein Debüt gab er am 3. August 2024 beim 2:1 Auftaktsieg gegen Rot-Weiss Essen.

## Erfolg
- Regionalliga Nordost-Meister: 2021/22